# Resgods
Resgods, järnvägsterm. Den resande får i begränsad utsträckning ta med sig gods under resan. Det kan vara resväskor, skidor, med mera. Det finns två kategorier:
- Handresgods. Resenärer får i Sverige ta med så mycket man själv kan bära och som får plats i tågets hyllor. Cyklar får tas med på de flesta pendel- och regionaltåg men inte på SJ:s tåg.[1][2]
- Polletterat resgods